# Is It You
Is It You é um single da cantora norte-americana Cassie, que aparece na trilha sonora do filme Step Up 2 the Streets e no seu segundo álbum de estúdio que ainda está para ser lançado, Connecticut Fever.
É o terceiro single mais famoso de Cassie.

## Desempenho nas paradas
| Tops (2008)                  | Melhor Posição |
| ---------------------------- | -------------- |
| Canadian Hot 100             | 85             |
| Hot Canadian Digital Singles | 67             |
| UK Singles Chart             | 52             |
| UK RnB Chart                 | 10             |